# Dick Turpin (1974)
Dick Turpin ist ein spanischer Mantel-und-Degen-Film aus dem Jahr 1974.

## Handlung
Dick Turpin ist ein englischer Bandit, der die Bauern dazu anregt, sich von ihrem Unterdrücker, dem Grafen von Belfort, zu befreien.  Er hilft auch der Tochter des Tyrannen, Sean, den Erben der McGregors, zu heiraten.